# Черноморское побережье Кавказа

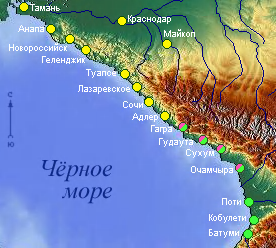
Карта Черноморского побережья Кавказа
Города России
Города Абхазии/Грузии
Города Грузии

Черномо́рское побере́жье Кавка́за, ЧПК (редко — Черномо́рский Кавка́з, античное название — Колхида) — географический и исторический регион на побережье Чёрного моря, представляющий собой причерноморскую полосу Краснодарского края Российской Федерации, прибрежную часть Абхазии и (остальной) Грузии. На большей части своего протяжения является курортной зоной.

## География
Черноморское побережье Кавказа расположено на такой же географической широте (42°—45° с. ш.), что и курорты Адриатики, французского Лазурного Берега и итальянской Ривьеры, и имеет сходный с ними климат.
Северной границей региона является Таманский полуостров. Часто в качестве таковой называют Анапу, имея в виду начало собственно курортной зоны. Иногда наряду с черноморским выделяют и примыкающее к нему с севера Азовское побережье Кавказа.
Южная граница ЧПК совпадает с государственной границей бывшего СССР (а ныне Грузии) с Турцией. Его естественным продолжением на турецкой территории является Анатолийский берег и, далее, Румелийский берег. С востока регион Черноморского побережья Кавказа ограничен отрогами Большого и Малого Кавказа и находящейся между ними Колхидской низменностью, с запада — собственно Чёрным морем.
Черноморское побережье простирается более чем на 600 км, около 350 из которых относятся к его российскому участку. Наиболее значительными городами региона являются (с севера на юг): Анапа, Новороссийск, Геленджик, Туапсе, Лазаревское, Сочи, Гагра, Пицунда, Гудаута, Сухуми, Очамчыра, Поти, Батуми. Кроме того, курортное значение имеют Кабардинка, Дивноморское, Архипо-Осиповка, Джубга, Лермонтово, Новомихайловский, Абрау-Дюрсо, Дагомыс, Мацеста, Хоста, Лоо, Адлер, Новый Афон, Гулрыпш, Анаклия, Ганмухури, Кобулети, Махинджаури, Гонио, Сарпи, Вардане, Цихисдзири и Чакви.

## Климат
Черноморское побережье на участке от Новороссийска до Туапсе частично расположено в крайней северной части субтропического пояса сухого типа (средняя температура января 3 °C, июля 23 °C), а южнее Туапсе и далее за границы России (Адлерский район Сочи) вплоть до Аджарии — полувлажного субтропического (5 °C и 24 °C соответственно). Причиной формирования этих двух различных типов климата является рельеф, точнее — высота гор. До Туапсе их высота не поднимается выше 1000 м и они не являются серьёзным орографическим барьером для влагонесущих потоков воздушных масс с юго-запада, после Туапсе высота гор достигает 3000 и более метров, на их западных наветренных склонах весь год выпадает большое количество осадков.

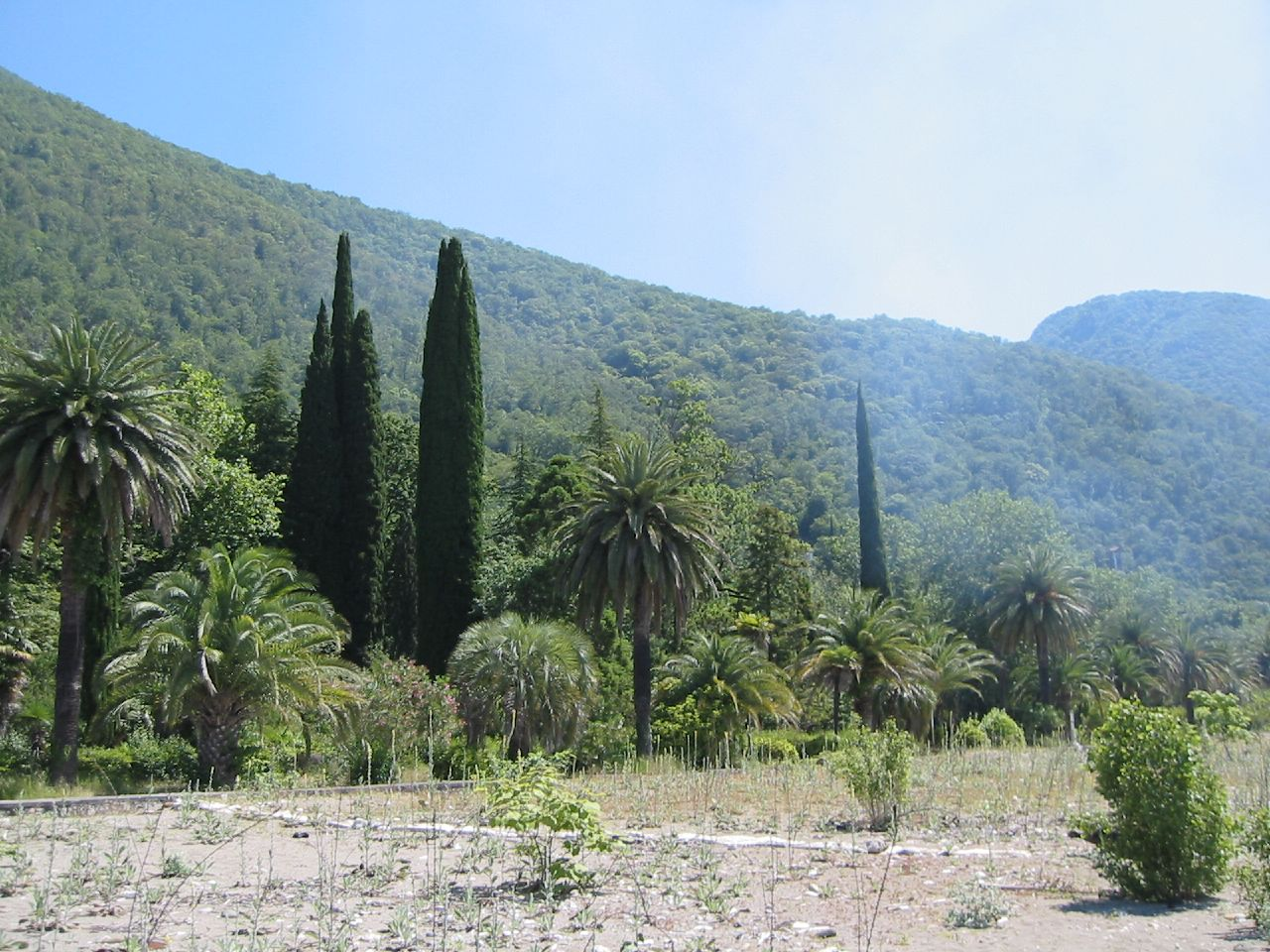
Гагра. Субтропический ландшафт.

Водные ресурсы Черноморского побережья значительны, но они распределены по территории неравномерно. Часть региона имеет густую речную сеть, другая водными ресурсами относительно обделена. Количество осадков колеблется от 500 мм в год на северо-западе до 2800 мм на юге, причём большая их часть выпадает в холодное время года. 2200—2400 часов в году на ЧПК сияет солнце, за тёплый период случается всего 8—12 пасмурных дней.

## Природа
Склоны гор покрыты богатой древесной растительностью — бук, граб, каштан, тис, пихта, другие хвойные породы. На побережье южнее Геленджика преобладают субтропические виды растений, в частности, пальмы, юкки, акации, магнолии, самшит. На юге региона распространены широколиственные леса с лианами и вечнозелёными кустарниками. На ЧПК произрастает около шести тысяч видов растений, среди которых более сотни встречающихся только в Причерноморье и немалое количество растений-реликтов — например, лавровишня, рододендрон понтийский, падуб колхидский (ilex colchica), фисташка туполистная, можжевельник высокий, сосна пицундская и другие.
Анапское побережье располагает самыми обширными (длиной до 35 км) и высококачественными песчаными пляжами всей курортной зоны Черноморского побережья Кавказа. Песчаные пляжи характерны и для промежутка от реки Кодор до реки Кинтриш. На участке Пицунда — Новый Афон пляжи сменяются гравийно-песчаными. На остальной территории побережья преобладают галечные и валунно-галечные пляжи, площадь которых порой ограничена подступающими к морю горами. Существует проблема вымывания пляжей под воздействием моря.

## История

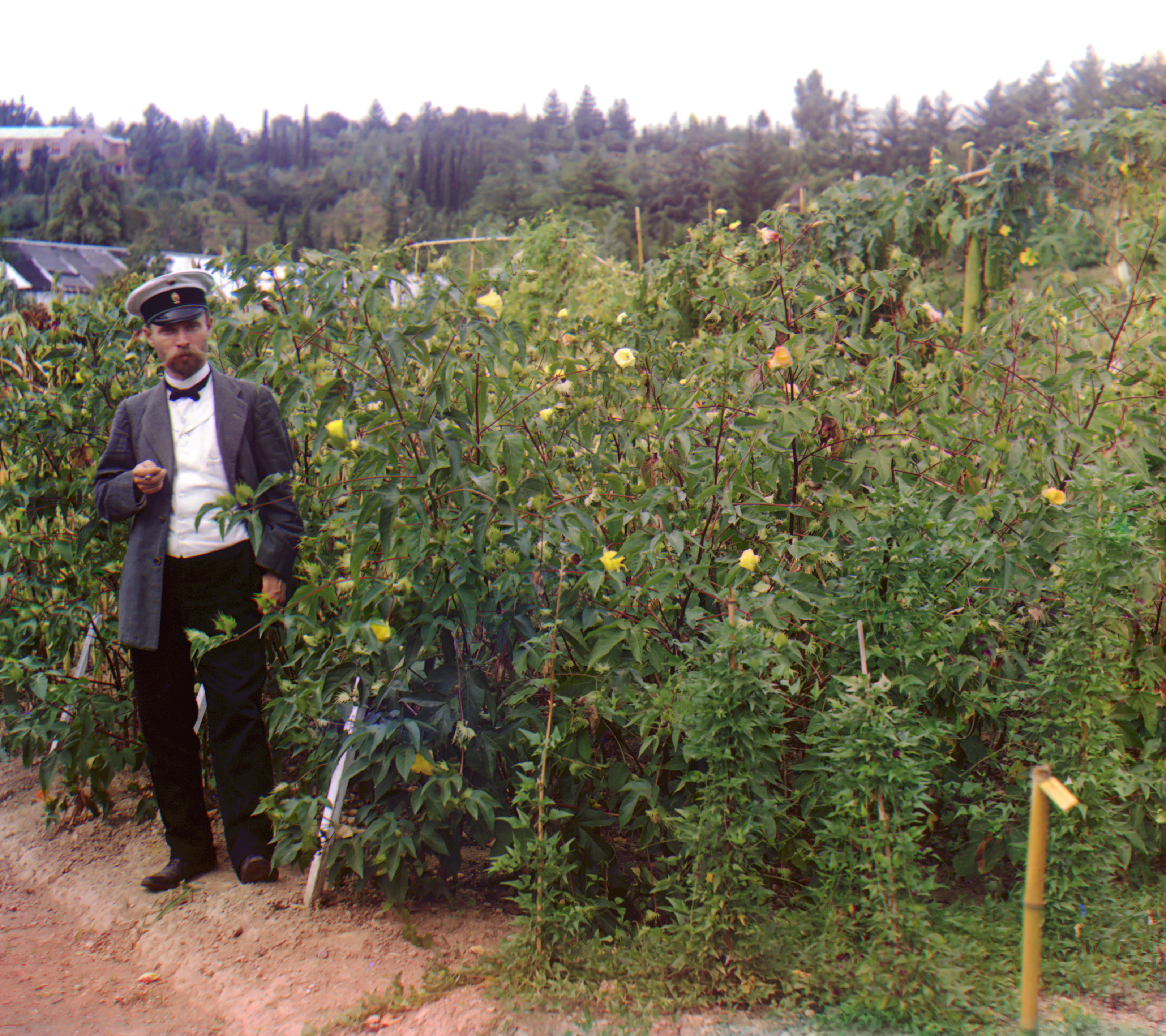
Сухумский ботанический сад, хлопковая плантация (между 1905 и 1915 годами)

### Досоветский период
Черноморское побережье Кавказа стало частью России в результате добровольных вхождений в состав Российской империи княжеств Абхазия, Мегрелия и Гурия, а также завоевания Черкесии в ходе Кавказской войны 1763—1864 годов и Аджарии в ходе Русско-турецкой войны 1877—1878 годов.
В 1867 году был учреждён Черноморский округ Кубанской области с центром в Новороссийске, в 1896 году преобразованный в Черноморскую губернию. В 1866 году был создан Сухумский военный отдел в составе Кутаисской губернии, выделенный в 1903 году в самостоятельный округ, а в 1878 году из отошедших от Турции согласно Берлинскому трактату того же года территорий — Батумская область (в 1883—1903 годах — округ Кутаисской губернии). Большое экономическое и военное значение для региона ЧПК получили Военно-Сухумская и Северо-Кавказская дороги.
После Февральской и Октябрьской революций в 1917—1920 годах части территории региона входили в состав неустойчивых государственных образований — как советских, так и монархических и националистических. Это были: Кубанская советская республика, Черноморская советская республика, Кубано-Черноморская советская республика, Северо-Кавказская советская республика, Всевеликое Войско Донское, Кубанская народная республика, Юг России, Закавказская Демократическая Федеративная Республика, Грузинская Демократическая Республика. Частично ЧПК было оккупировано войсками Великобритании и Турции.

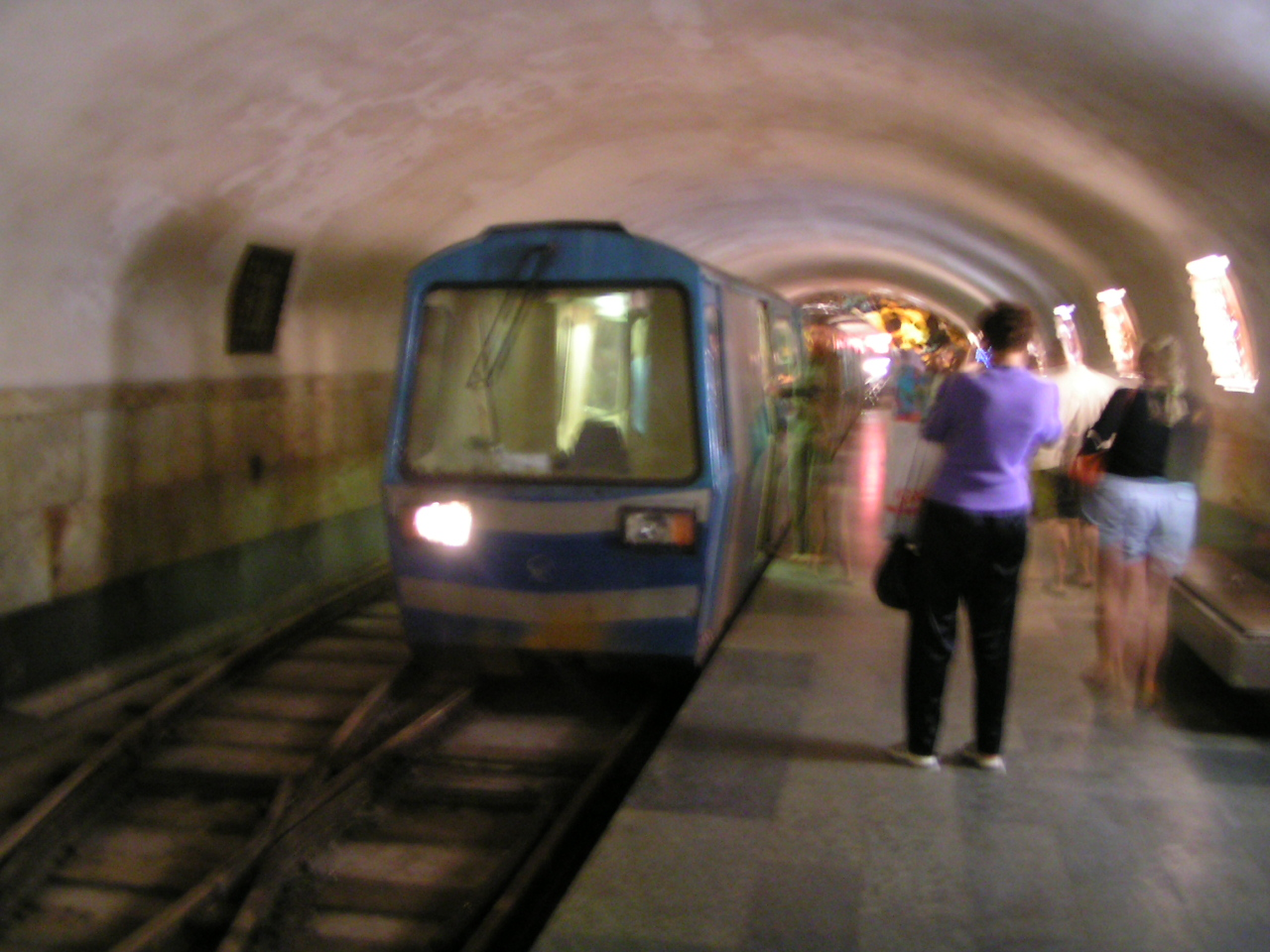
Открытое в 1975 году «метро» в Новоафонской пещере (2006)

### Советский период
С 1920—1921 годов на Черноморском побережье Кавказа прочно установилась Советская власть, а Московским договором 1921 года в Аджарии была установлена определившая южный рубеж ЧПК государственная граница с кемалистской Турецкой республикой, существующая и поныне.
Как и Южный берег Крыма, Черноморское побережье Кавказа начало активно использоваться с курортными целями лишь в конце XIX века. Это было вызвано слабой приспособленностью региона не только к отдыху, но и просто к постоянному проживанию значимого количества людей: за исключением небольших прибрежных зон, зона побережья представляла собой цепь малярийных болот, перемежающихся горными ущельями и аулами. Очень густо побережье было заселено на территории проживания черкесов, убыхов и абазин, где горные ущелья начинались у береговой линии. При этом, во избежание поражения малярией, горцы селились на возвышенностях и гребнях гор.
К началу-середине XX века, особенно в советское время, большая часть Черноморского побережья Кавказа подверглась масштабному терраформированию с осушением заболоченных участков и ликвидацией комаров как переносчиков малярии — с помощью химобработки, высадки особых видов «антикомариной» флоры (в основном эвкалиптов) и интродукции рыбки гамбузии, активно поедающей личинок комаров.
В послевоенные годы Черноморское побережье Кавказа стало важнейшей «всесоюзной здравницей». В 1970 году постановлением Совмина СССР оно было отнесено к курортам союзного значения. В 1980-е годы ежегодно там отдыхало до 25 миллионов граждан Советского Союза.

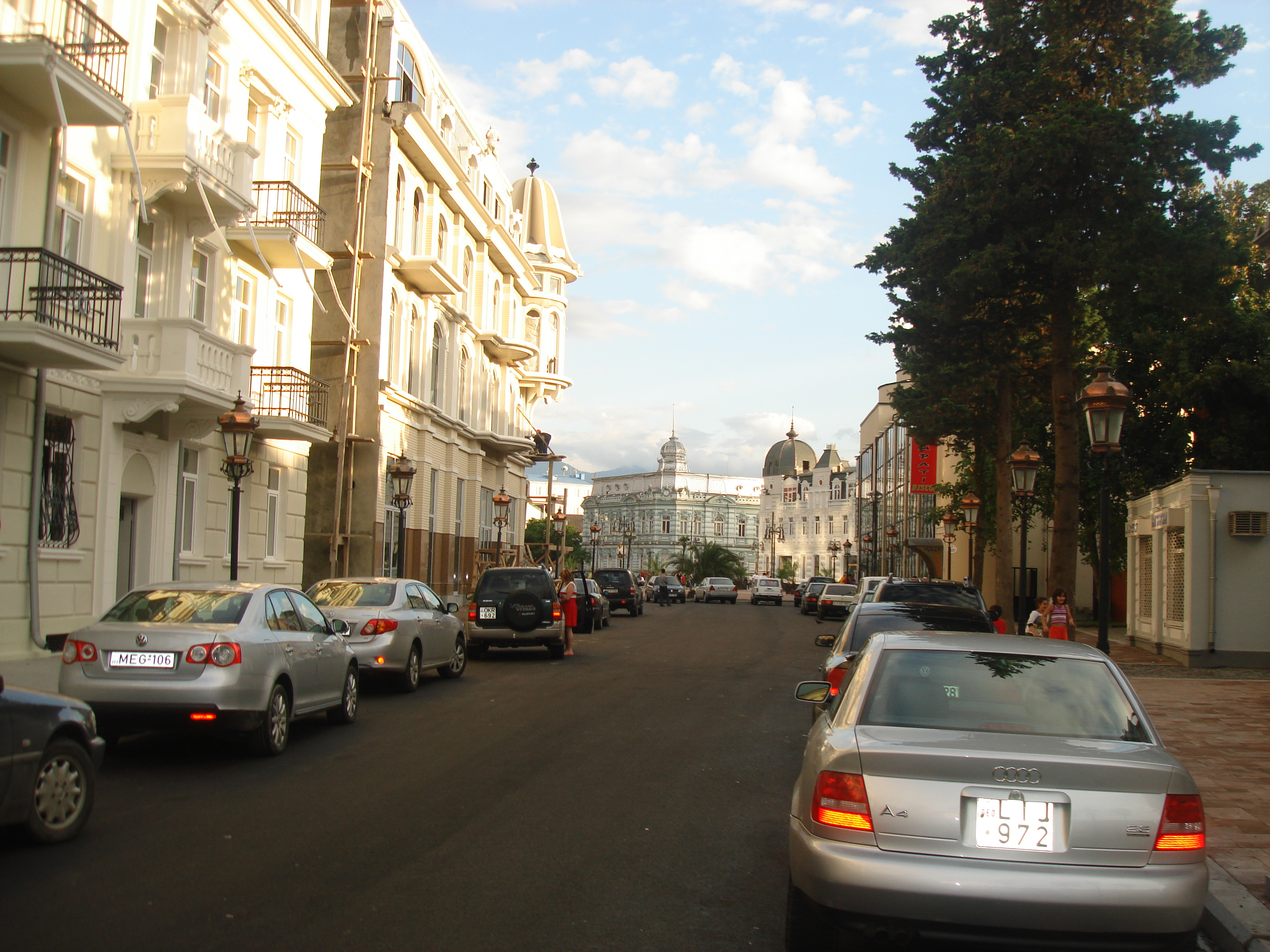
Улицы Батуми (2009)

### После 1991 года
Значительный ущерб был нанесён Черноморскому побережью Кавказа с распадом СССР в 1991 году, когда перешли в фазу открытого вооружённого противостояния политические конфликты на территории бывшей Грузинской ССР, в частности разразились Абхазская война и гражданская война в Грузии. Разрушенные города и инфраструктура, большое количество минных полей, стрелковое оружие на руках, преступность, экономическая, энергетическая и транспортная блокада, этнополитическая разобщённость, людские потери, десятки тысяч беженцев — все эти последствия до сих пор сказываются на развитии региона. Транспортное сообщение было частично восстановлено лишь во второй половине 2000-х годов.
Не добавили региону экономических плюсов и Аджарский кризис 2004 года, и война в Грузии 2008 года, в результате которой Россия признала Абхазию, но обвиняется Грузией, США, Украиной и ОБСЕ в оккупации региона.
Аджария, куда сегодня вкладываются значительные инвестиции в производство и особенно туризм, вносит большое оживление в местную экономику. Экономическому развитию региона определённо способствует и подготовка России к проведению зимних Олимпийских игр в Сочи в 2014 году. Губернатор Краснодарского края Александр Ткачёв считает, что Олимпиада-2014 —
это гарантированные сотни миллиардов рублей инвестиций во все виды инфраструктуры, спортивную базу не только курорта Сочи, но и всего Черноморского побережья.
А Владимир Путин в 2007 году прокомментировал победу российского Сочи так:

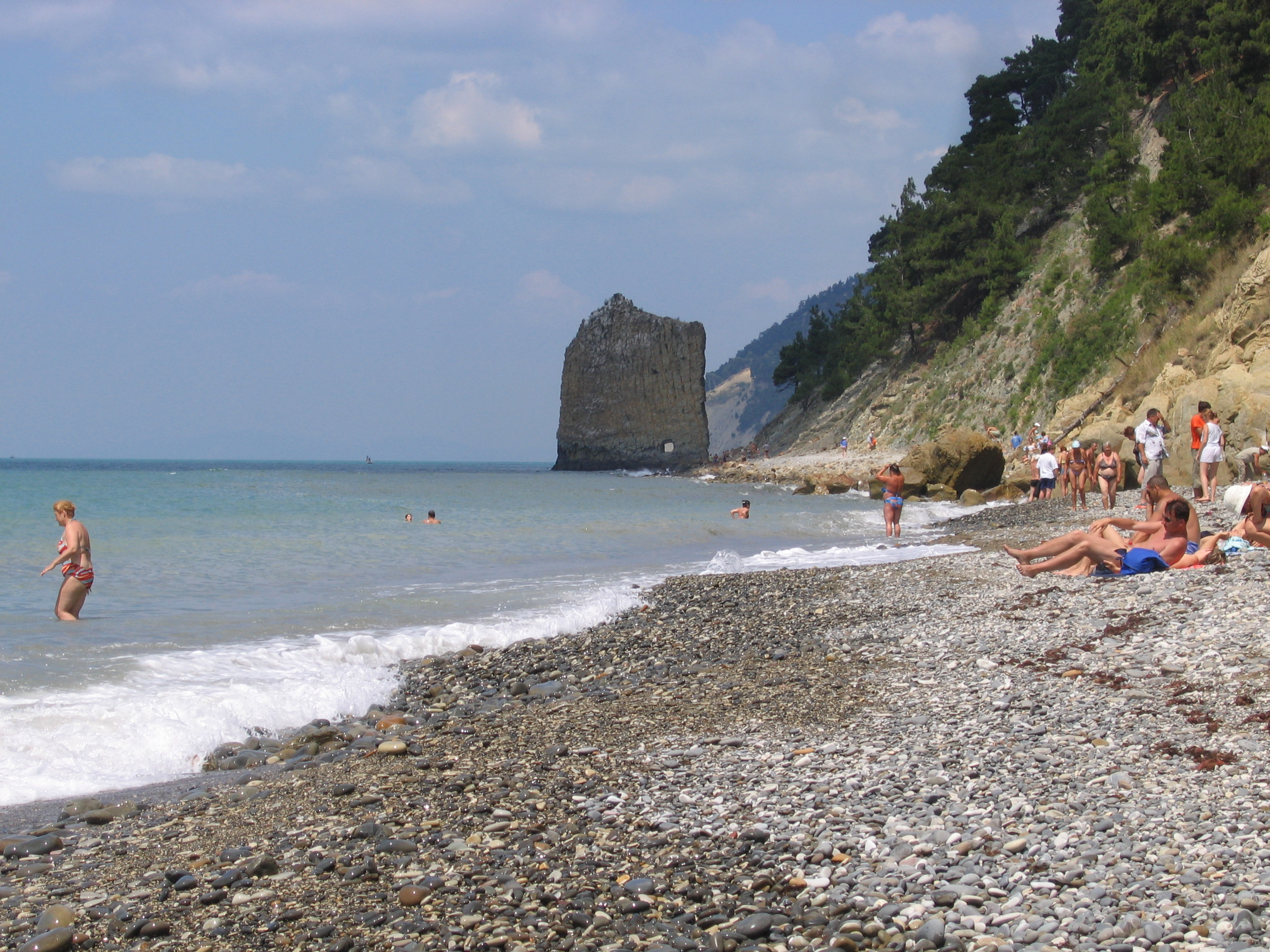
Галечный пляж близ Геленджика. На заднем плане — скала Парус (2005)

Я могу с полной уверенностью сказать, что если бы мы не смогли восстановить территориальную целостность страны, если бы мы не прекратили противостояние на Кавказе в том виде, в котором оно было лет пять-семь назад, если бы мы принципиальным образом не изменили ситуации в экономике, если бы мы не решили ряд социальных задач, не видать бы нам никакой Олимпиады как своих ушей.

## Экономика
Благоприятный климат, природные условия побережья являются существенным фактором в хозяйственной деятельности.
Агропромышленный комплекс даёт 50 % продукции Черноморского побережья Кавказа. В сельском хозяйстве развито чаеводство (самые северные чайные плантации в мире), выращивается озимая пшеница и кукуруза, сильно субтропическое плодоводство — возделывание цитрусовых, граната, хурмы, инжира, виноградарство. Среди технических культур основная — подсолнечник. Развито и животноводство, особенно в российской части: по поголовью скота и его продуктивности Черноморское побережье Кавказа один из передовых районов страны.
Но основными источниками процветания региона, безусловно, являются морское судоходство и туризм, в том числе международный. Купальный сезон продолжается свыше 120 дней, с середины мая до середины-конца октября, продолжителен бархатный сезон. Правда, высокая освоенность побережья при этом характерна только для городов-курортов — Большого Сочи, Анапы, Геленджика, Сухума и отдельных курортных посёлков.

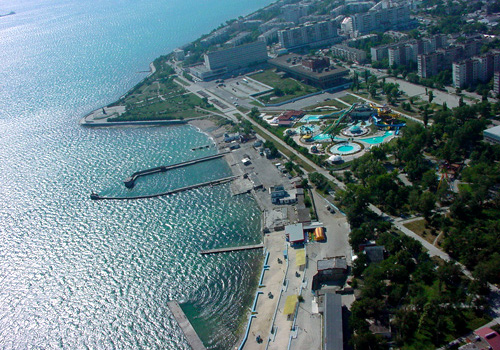
Новороссийск с воздуха (2007)

За длительный период санаторно-курортного дела было создано свыше 14 тысяч учреждений лечебно-оздоровительного отдыха. Ныне только на российском побережье Чёрного моря насчитывается свыше 1000 пансионатов, санаториев и гостиниц, и их число постоянно растёт. В последние годы на Черноморском побережье Кавказа отдыхает ежегодно 7 % жителей России. В апреле 2008 года тогдашний премьер-министр России Виктор Зубков, тем не менее, оценивал состояние региона так:

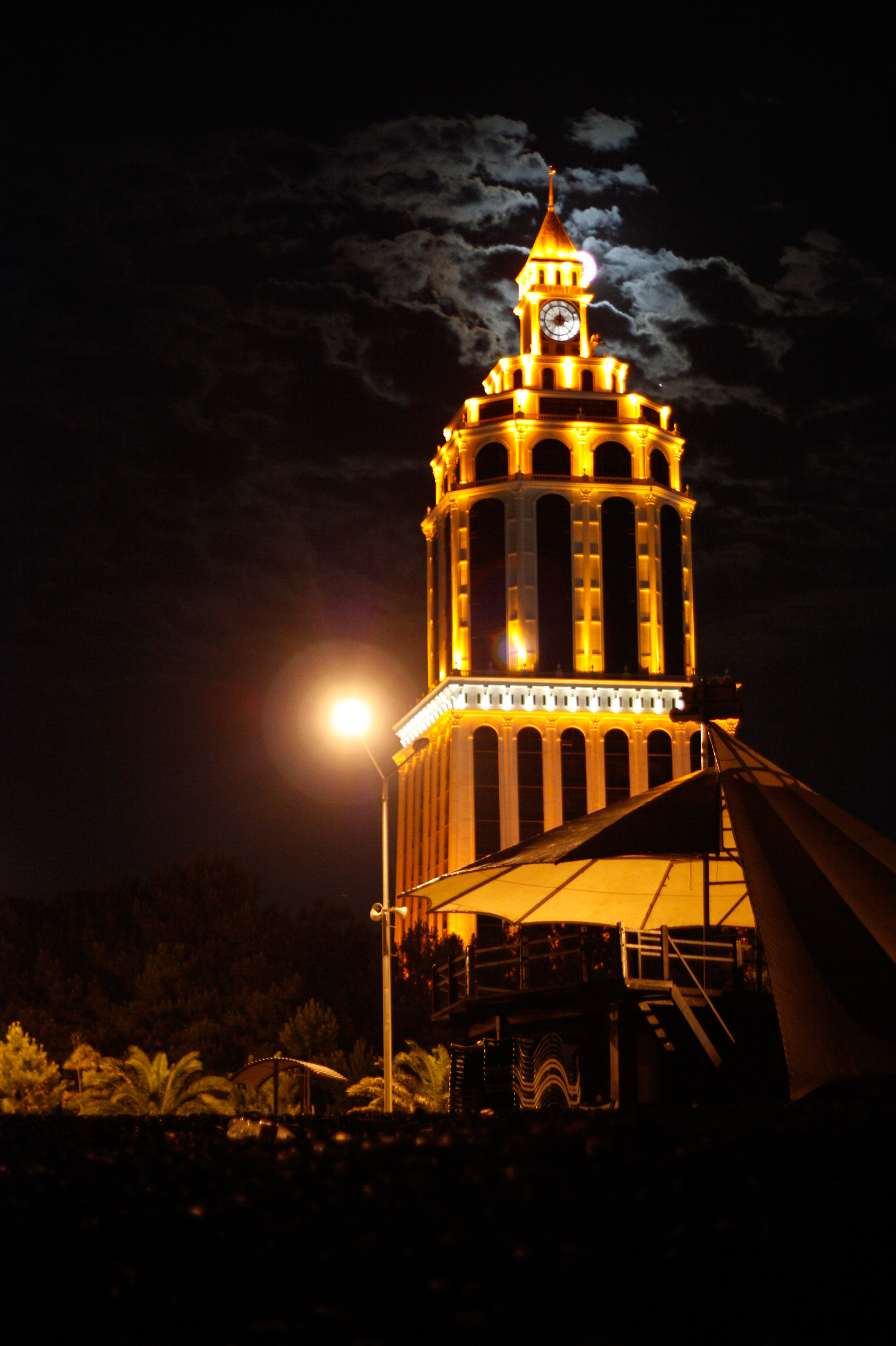
Отель Sheraton Batumi

По сути, это неблагоустроенная береговая полоса, где мало доступных гостиниц, предназначенных для семейного отдыха, цены на услуги довольно высокие, а туристическая инфраструктура слабая.